# Вікі Баум
Вікі Баум (швед. Hedwig «Vicki» Baum; 24 січня 1888 — 29 серпня 1960) — австрійська письменниця. Найбільш відома повістю «Menschen im Hotel» (Гранд-готель, 1929), що отримала міжнародне визнання.

## Біографія
Вікі Баум народилася у Відні 1888 року в єврейській родині. Її батько працював банківським службовцем. Коли Вікі була ще дитиною, її мати, яка страждала на психічне захворювання, померла від раку грудей.
Вікі навчалася музиці у Віденській консерваторії. Вона грала на арфі у Віденському концертному співтоваристві, потім у 1916—1923 роках виступала у різних містах Німеччини — у Кілі, Ганновері, Мангеймі. Згодом Вікі працювала журналісткою у щотижневій німецькій газеті «Berliner Illustrirte Zeitung», що видавалася у Берліні.
Наприкінці 1920-х років Вікі захопилася боксом. Її тренував у Берліні турецький боксер та призер Сабрі Махір. Він тренував і чоловіків, і навіть нечисленних жінок, для яких встановив обмеження без спарингів, без підбитих очей, без розбитих носів. Тим самим Вікі кинула виклик чоловікам у тому виді спорту, де вони традиційно домінували. Вона також освоїла розроблену Сабрі Махіром програму підготовки боксерів-важковаговиків і згодом стверджувала, що її хваткість у роботі — наслідок важких тренувань у Махіра.
З підліткового віку Вікі намагалася писати, але всерйоз зайнялася письменницькою діяльністю лише після народження першого сина. Першу свою книгу Frühe Schatten: Die Geschichte einer Kindheit (Ранні тіні: історія дитинства) вона опублікувала в 1919 році під псевдонімом Вікі Баум. Потім вона майже щороку писала по книзі, всього опублікувавши 50 романів, із них десять були екранізовані в Голлівуді. Але лише дев'ята книга, Stud. chem. Helene Willfüer, випущена 1928 року накладом у 100 тисяч примірників, мала комерційний успіх. Вікі вважається одним із перших авторів бестселерів епохи «Нової речевісті» у Німеччині 1920-х років. Найвідоміша її книга — це «Menschen im Hotel», написана у жанрі готельного роману. Книжку було екранізовано («Гранд-готель»), фільм отримав Премію «Оскар» за найкращий фільм. Героїні книг Вікі Баум — сильні, незалежні жінки, які опинилися у непростій життєвій ситуації. Вона також писала статті для різних газет та журналів, які були опубліковані у вигляді збірки у 2018 році.
У 1932 році Вікі Баум зі своєю сім'єю емігрувала до США, оселилася біля Лос-Анджелеса та працювала сценаристом. У 1935 році її книги в нацистській Німеччині були визнані аморальними та заборонені.
У 1938 році Вікі отримала американське громадянство, а після Другої світової війни писала не німецькою, а англійською мовою. Але її творчість вже не мала попереднього успіху.
У 1960 роц Вікі Баум померла від лейкемії. Її спогади «Es war alles ganz anders» («Все було зовсім по-іншому») були опубліковані після її смерті в 1964 році.